# Sidney Fox
Sidney Fox (* 10. Dezember 1907 in New York City, New York; † 14. November 1942 in Beverly Hills, Kalifornien) war eine US-amerikanische Schauspielerin.

## Leben
Sidney Fox wurde als Tochter jüdischer Eltern als Sidney Leifer geboren. Schon als Teenager versuchte sie, das Familieneinkommen zu erhöhen. Sie arbeitete unter anderem als Model auf der 5th Avenue. Nach einiger Zeit hegte sie den Wunsch als Schauspielerin zu arbeiten. In Johnston, im US-Staat Pennsylvania, trat sie in verschiedenen Theaterstücken auf. 
Die nur etwas mehr als 1,50 m große Blondine kehrte 1929 nach New York zurück, um in der damals populären Komödie It Never Rains ihr Debüt am Broadway zu geben. Sie spielte danach eine Rolle in der Komödie Lost Sheep, die ihr den Einstieg in die Filmbranche ermöglichte. Produzent Carl Laemmle jr. von den Universal Studios bekam direkt eine Hauptrolle neben Bette Davis in The Bad Sister (1931). Auch für Bette Davis war es das Filmdebüt. 
Die Universal baute Sidney Fox zu einer bekannten Darstellerin auf. Als eine der dreizehn WAMPAS Baby Stars wurde sie auf den Titelblättern renommierter Filmzeitschriften wie Modern Screen und Movie Mirror abgebildet. Sie blieb dem Komödienfach treu und spielte neben Spencer Tracy und Paul Lukas. Ihr Ausflug ins Horrorgenre war überraschenderweise ein voller Erfolg. Neben Bela Lugosi spielte sie 1932 die Mademoiselle Camille L'Espanaye in Mord in der Rue Morgue.
Die folgenden Rollenangebote bedienten das einseitige Klischee der oberflächlichen, zuckersüßen Blondine. In dramatischen Filmen litt ihre Darstellung unter der Einseitigkeit. Sie schien eher für leichte Komödien geschaffen zu sein, was ihr Erfolg in Once in a Lifetime auch bewies. Durch Meldungen in der Klatschpresse, die ihr inniges Verhältnis zum Produzenten Laemmle zum Ziel hatten, verließ Sidney Fox Hollywood und ging für kurze Zeit nach Europa. Ihre Auftritte in zwei französischen Werken halfen ihrer Karriere allerdings nicht weiter.
Im Dezember 1932 heiratete Sidney Charles Beahan, einen Filmeditor bei der Universal. Die Ehe blieb kinderlos. Sie drehte nur noch drei Filme. Die Presse interessierte sich fast ausschließlich für ihr Privatleben, so dass sich Sidney Fox aus dem Filmgeschäft zurückzog. Sie begnügte sich hin und wieder an kleineren Theatern aufzutreten oder in Hörspielen mitzuwirken. Zuletzt ging sie wieder nach New York, um am Broadway für eine Kollegin einzuspringen.
Krankheiten und Depressionen setzten in der Folgezeit ein, ihr Ehemann war ihr keine Hilfe. Am Morgen des 15. November 1942 wurde Sidney Fox von ihrem Ehemann tot im Schlafzimmer in ihrem Haus in Beverly Hills aufgefunden. Die Todesursache war eine Überdosis Schlaftabletten, was auf Selbstmord hindeutete, der aber nicht bewiesen werden konnte. Ärzte sahen auch die Möglichkeit einer irrtümlich eingenommenen Überdosis.

## Filmografie
- 1931: The Bad Sister
- 1931: Six Cylinder Love
- 1931: Nice Women
- 1931: Strictly Dishonorable
- 1932: Mord in der Rue Morgue (Murders in the Rue Morgue)
- 1932: The Mouthpiece
- 1932: Once in a Lifetime
- 1932: Afraid to Talk
- 1933: Don Quichotte (Don Quixote)
- 1933: The Merry Monarch
- 1933: Die Abenteuer des Königs Pausole
- 1934: Midnight
- 1934: School for Girls
- 1934: Down to Their Last Yacht